# Lutherkirche (Glauchau)

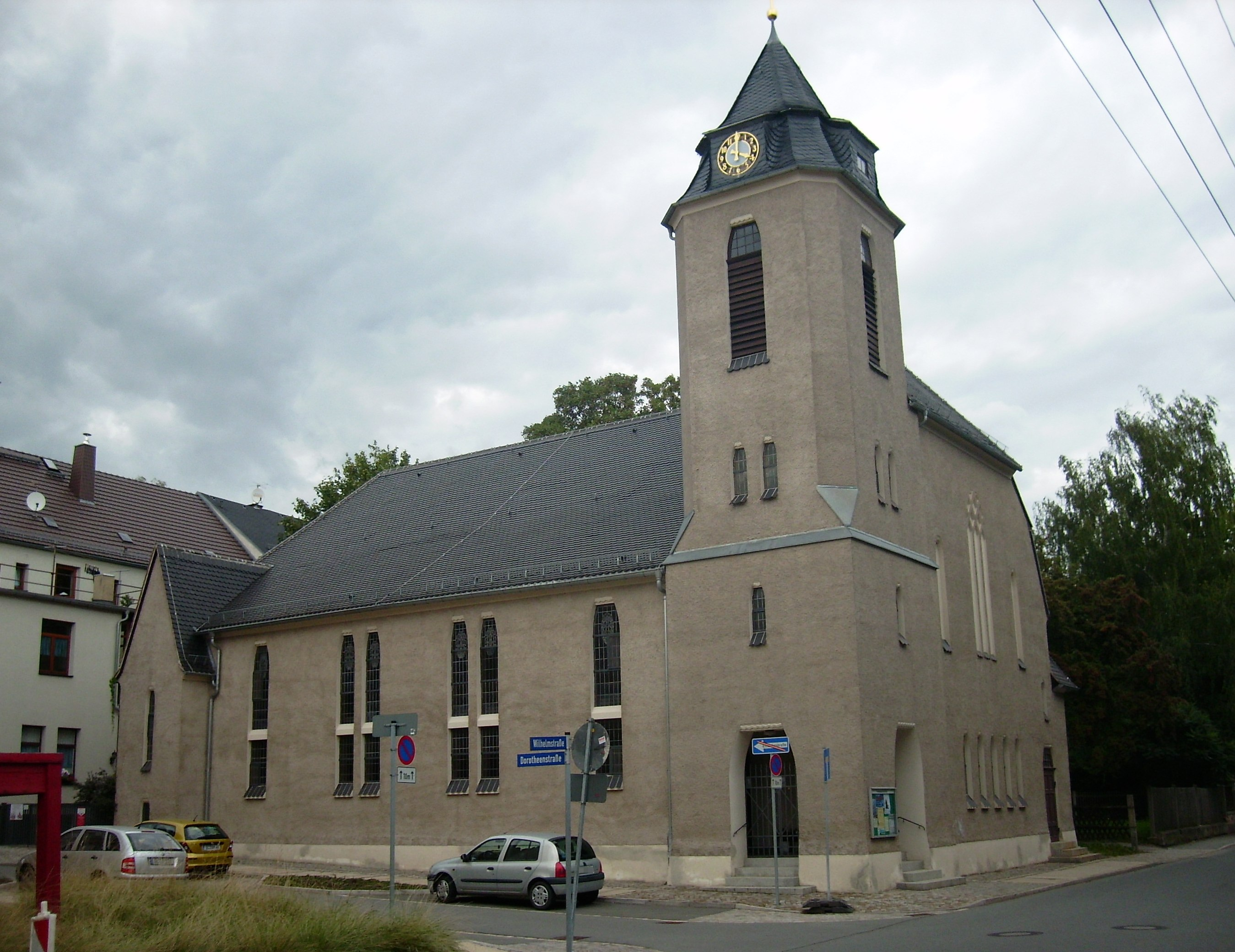
Lutherkirche Glauchau

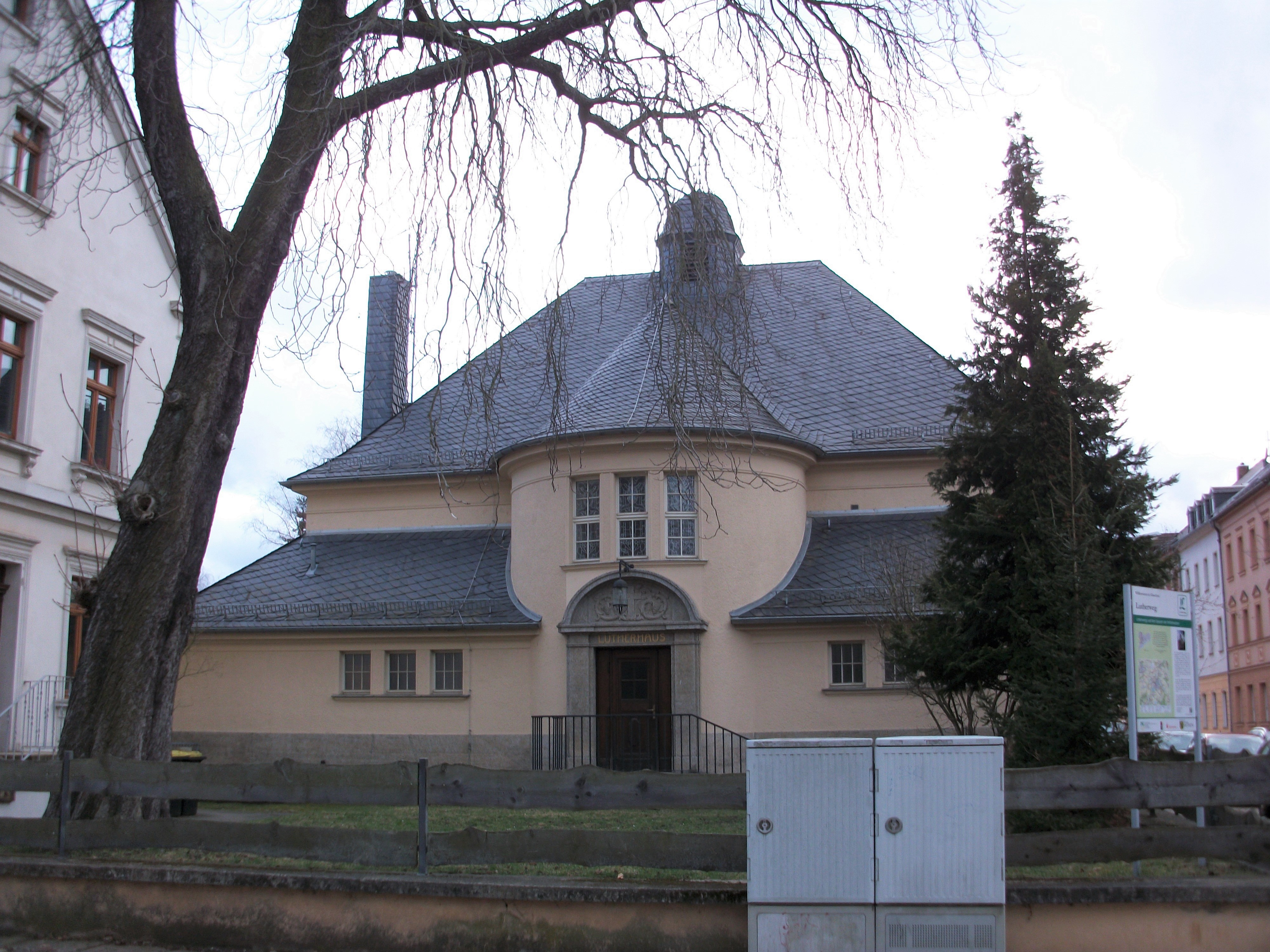
Lutherhaus

Die Lutherkirche ist eine evangelisch-lutherische  Gemeindekirche in Glauchau im sächsischen Landkreis Zwickau. Sie gehört zum Kirchenbezirk Zwickau der Evangelisch-Lutherischen Landeskirche Sachsens.

## Geschichte
Als aufgrund der Industrialisierung von Glauchau im ausgehenden 19. Jahrhundert die Georgenkirche der Oberstadt dem Bevölkerungswachstum nicht mehr entsprechen konnte, kam es am 24. März 1899 zur Gründung einer Unterstadtgemeinde. Ein bereits zu diesem Zeitpunkt projektiertes größeres Kirchenbauprojekt verzögerte sich, so dass es erst am 1. Juni 1908 zur Grundsteinlegung für einen zunächst als Interimskirche gedachten Kirchenbau auf einem Eckgrundstück Dorotheenstraße / Wilhelmstraße kommen konnte. Mit der Planung des Kirchenneubaus wurde der Dresdener Architekt Woldemar Kandler beauftragt. Die Einweihung fand am 21. März, dem Sonntag Laetare des Jahres 1909 statt. 1916 wurde diagonal der Kirche von demselben Architekten das Lutherhaus gebaut und am Reformationstag, dem 31. Oktober dieses Jahres, eingeweiht.

## Architektur
In ihrer gedrungenen Baukörperformation mit Halbwalmdach und seitlich gesetztem Turm, der ab Traufhöhe der Kirche mit abgeschrägten Mauerkanten gestaltet ist, reiht sich die Glauchauer Lutherkirche den älteren Kirchenentwürfen Kandlers ein, nur dass er hier erstmals auf eine dezidiert historistische Detailausbildung verzichtet. Die paarweise angeordneten lassen sich der expressionistischen Architektur zurechnen.
Der Innenraum ist eine asymmetrische Pseudobasilika, bestehend aus einem breiten Hauptschiff und einem mit einer Empore gefüllten Seitenschiff, dass mit waagerechten Trägern rechteckigen Pfeilern anschließt. Die Decke des Hauptschiffs besteht aus zwei 45°-Schrägen und einem waagerechten Mittelteil.

## Ausstattung
Mit Altar, Kanzel, Taufstein und Gestühl hat die Lutherkirche ihre bauzeitliche Ausstattung bewahrt. Die vom Dresdner Historienmaler Ludwig Otto geschaffenen Fresken des Altarraums zeigen im Zentrum Kreuzigung, seitlich Geburt Christi, Abendmahl, Dornenkrönung und Auferstehung.

### Orgel
Bei ihrer Fertigstellung 1909 erhielt die Kirche eine Orgel der Firma Jehmlich Orgelbau Dresden mit 25 Registern auf zwei Manualen und Pedal sowie einem Freipfeifenprospekt. 1988 erfolgte eine Reparatur. Die Orgel besitzt heute folgende Disposition:
| I Hauptwerk C–f3 |           |         |
| 01.              | Bordun    | 16′     |
| 02.              | Prinzipal | 08′     |
| 03.              | Hohlflöte | 08′     |
| 04.              | Oktave    | 04′     |
| 05.              | Rohrflöte | 04′     |
| 06.              | Quinte    | 02 ⁄3′  |
| 07.              | Oktave    | 02′     |
| 08.              | Terz      | 01 3⁄5′ |
| 09.              | Mixtur IV |         |
| 10.              | Oboe      | 08′     |

| II Schwellwerk C–f3 |                 |        |
| 11.                 | Quintatön       | 16′    |
| 12.                 | Geigenprinzipal | 08′    |
| 13.                 | Salzional       | 08′    |
| 14.                 | Quintatön       | 08′    |
| 15.                 | Prinzipal       | 08′    |
| 16.                 | Gemshorn        | 04′    |
| 17.                 | Nassat          | 02 ⁄3′ |
| 18.                 | Waldflöte       | 02′    |
| 19.                 | Sifflöte        | 01′    |
| 20.                 | Terzcymbel III  |        |
| 21.                 | Krummhorn       | 08′    |
|                     | Tremulant       |        |

| Pedal C–d1 |              |     |
| 22.        | Subbaß       | 16′ |
| 23.        | Quintatönbaß | 16′ |
| 24.        | Gedacktbaß   | 08′ |
| 25.        | Choralbass   | 04′ |

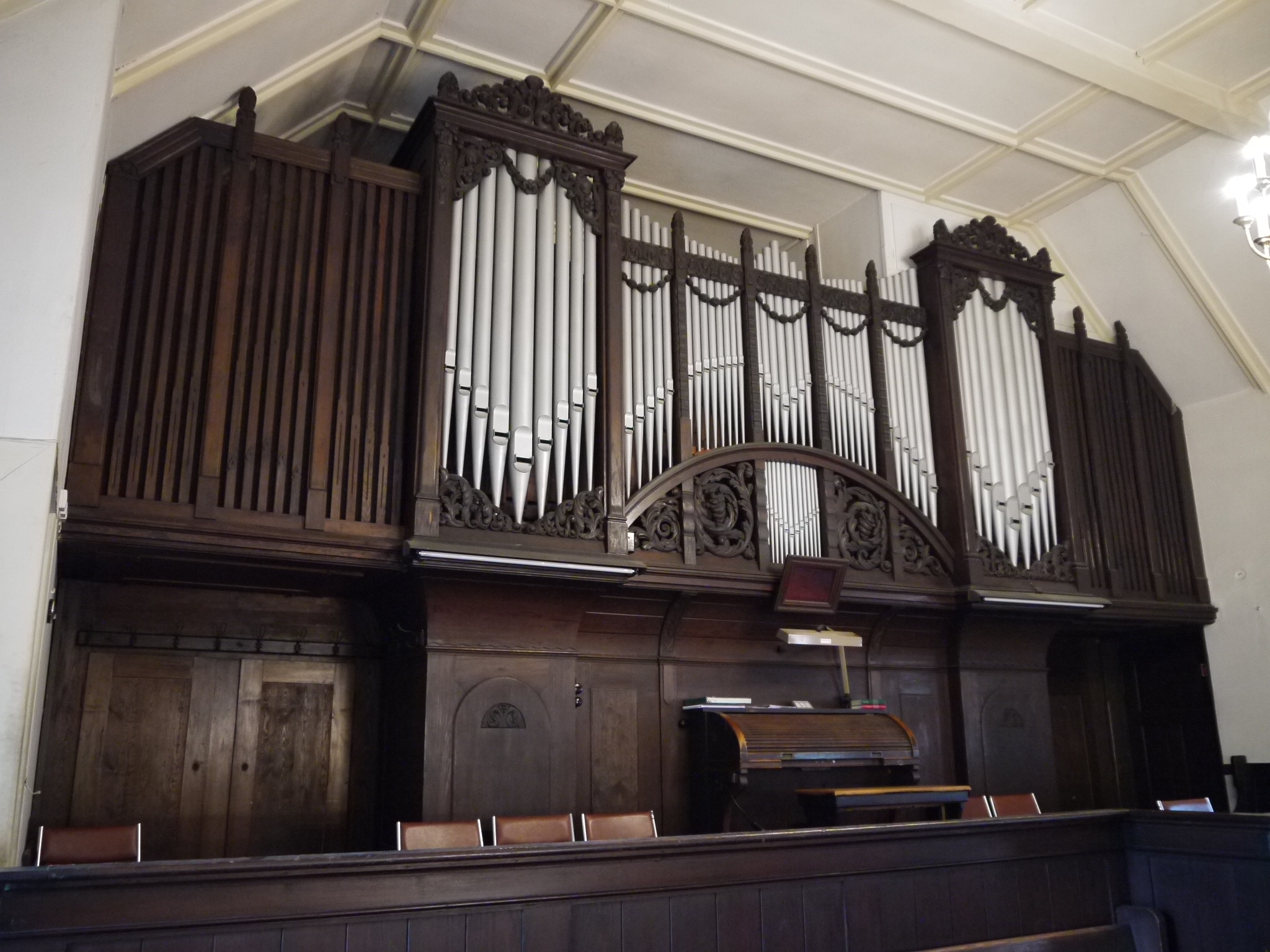
Die Jehmlich-Orgel

- Koppeln: II/I, I/P, II/P, Suboktav-Koppel II/I, Superoktav-Koppel I/I